# Raúl Foullón
Raúl Foullón (25 de febrero de 1955) es un deportista mexicano que compitió en judo. Ganó una medalla de bronce en el Campeonato Panamericano de Judo de 1976 en la categoría de –70 kg.

## Palmarés internacional
| Campeonato Panamericano | Campeonato Panamericano | Campeonato Panamericano | Campeonato Panamericano |
| Año                     | Lugar                   | Medalla                 | Categoría               |
| ----------------------- | ----------------------- | ----------------------- | ----------------------- |
| 1976                    | Maracaibo (Venezuela)   | Medalla de bronce       | –70 kg                  |